# 전일본건설교운일반노동조합
전일본건설교운일반노동조합(일본어: 全日本建設交運一般労働組合 젠니혼켄세츠코운입판로도쿠미아이[*], 영어: All japan Construction, transport and General workers' Union)은 1999년 결성된 노동조합의 전국조직으로, 정사원, 파트타임, 파견직 등 고용형태를 불문하고 혼자서도 가입할 수 있는 노동조합이다. 약칭은 건교노(일본어: 建交労 켄코로[*]). 전국노총은 일본공산당 계열의 전국노동조합총연합(전노련)에 가맹하고 있다.